# Matteo Loves
Matteo Loves est un peintre actif à Cento de 1625 à 1662.

## Biographie
Peu de détails biographiques sont connus le concernant. Il serait né à Cologne dans une famille anglaise et serait arrivé jeune à Cento, où il se serait formé avec Guercino,. On trouve ses œuvres  dans la Pinacothèque de Cento et dans l'église de San Rocco e San Sebastiano,.